# Nemea
För andra betydelser, se Nemea (olika betydelser).

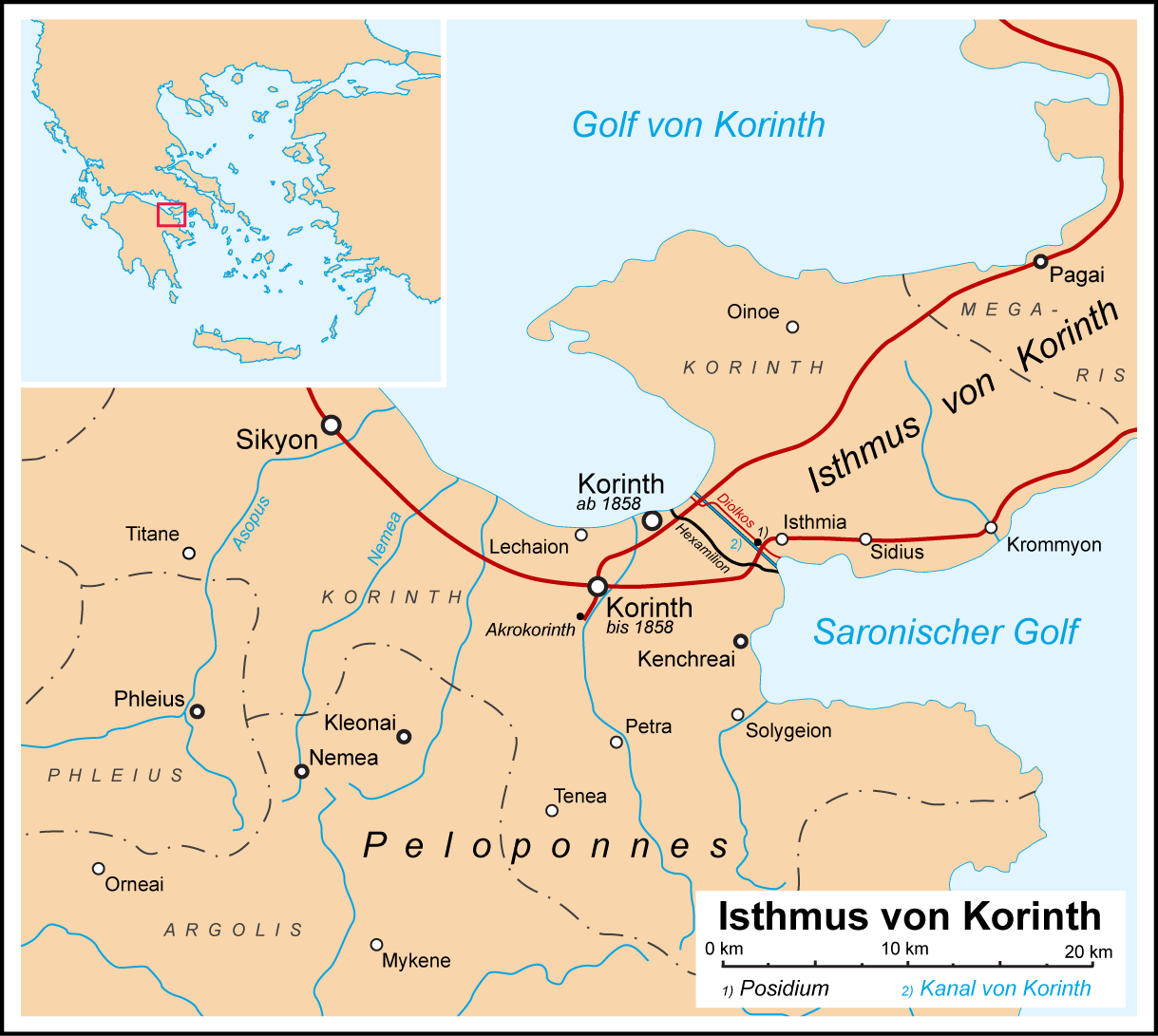
Nemea utmärkt på en karta över nordöstra Peloponnesos

Nemea är en antik grekisk stad i landskapet Argolis på Peloponnesos. Härifrån härstammar många sagor i den grekiska mytologin.
På sluttningen av det närbelägna berget Tretos finns den håla som en gång varit det nemeiska lejonets tillhåll. Lejonet var ett för vapen osårbart vidunder som Herakles slutligen övermannade och kvävde.
I Nemea firades vart annat år de nemeiska spelen, som i historisk tid kan spåras tillbaka till 572 f.Kr. Spelen var ägnade åt den nemeiske Zeus samt firades i en åt honom helgad lund med ett praktfullt tempel, varav lämningar ännu finns att se. 